# Celebrity Deathmatch
Celebrity Deathmatch (englisch; „Promi-Todeskampf“) ist eine amerikanische satirische Fernsehsendung, die unter Verwendung der sogenannten Claymation-Technik das Wrestling parodierte, indem Prominente gegeneinander in den Ring geschickt wurden, wobei der Kampf meistens mit dem Tod des Verlierers oder dem Tod beider endet. Erschaffen wurde die Serie von Eric Fogel. Sie wurde von MTV ausgestrahlt, vom 14. Mai 1998 bis zum 20. Oktober 2002, und umfasste 75 Episoden. Dabei gab es eine Sondersendung, die nicht zu den übrigen Episoden gezählt wird, mit dem Namen „Celebrity Deathmatch Hits Germany“, welche am 21. Juni 2001 ausgestrahlt wurde.
Der professionelle Wrestler Stone Cold Steve Austin lieh seine Stimme seinem animierten Alter Ego als Gastkommentator. Anfang 2003 wurde von MTV angegeben, es befinde sich ein Film zur Serie in Bearbeitung, aber das Projekt wurde noch im selben Jahr aufgegeben. 2005 gab MTV2 bekannt, dass die Serie im November wieder aufgenommen werden solle. In Deutschland wurden die Episoden von MTV mit Untertiteln ausgestrahlt, gewöhnlich zu später Nachtzeit. Durch das 25-jährige Jubiläum von MTV lief die Serie seit dem 2. August 2006 auch wieder mit neuen Folgen im deutschen Fernsehen und das auch mit deutschsprachiger Synchronisation. Die deutschen Texte wurden unter anderem von Oliver Kalkofe übersetzt.

## Entstehungsgeschichte
Der erste Kampf von Celebrity Deathmatch fand 1997 in einer Episode von Cartoon Sushi statt und wurde zwischen Charles Manson und Marilyn Manson um den Titel des „Most evil man in America“ ausgetragen. MTV hatte dies als ein einmaliges Projekt geplant, aber wegen seines Erfolgs wurde 1998 eine weitere Episode produziert – der „Celebrity Deathmatch Deathbowl '98“ wurde daraufhin in der Halbzeit des amerikanischen Super Bowls ausgestrahlt.
Es folgten 4 Staffeln, sowie die oben bereits erwähnte, deutsche Sonderausgabe. Letztere wurde speziell für MTV Deutschland angefertigt und wurde auch nur in Deutschland ausgestrahlt.
Deutsche Kämpfe:
Anke Engelke vs. Sabrina Setlur,
Stefan Raab vs. Harald Schmidt,
Stefan Kretzschmar vs. Mario Basler,
Udo Lindenberg vs. Harald Juhnke,
Michael Schumacher vs. Boris Becker,
Campino vs. Bela B.,
Gerhard Schröder vs. Joschka Fischer,
Herbert Grönemeyer vs. Marius Müller-Westernhagen,
Sven Väth vs. Westbam,
Thomas Gottschalk vs. Kai Pflaume (inklusive Günther Jauch),
Xavier Naidoo vs. Thomas D

## Charaktere
- Johnny Gomez, (Maurice Schlafer (1998–2002), Jim Thornton (2006–…)): Co-Kommentator von Celebrity Deathmatch und der professionellere der beiden. Er ist Nicks treuer Freund, trotz dessen ständiger Eskapaden. Berüchtigt für seinen Schlusssatz „gute Schlacht und gute Nacht“ (Good Fight, Good Night), deutscher Synchronsprecher: Till Hagen.
- Nick Diamond, (Len Maxwell (1998–2002), Chris Edgerly (2006–…)): Co-Kommentator von Celebrity Deathmatch und geschiedener Vater. Er hegt eine starke Abneigung gegen Debbie und gewann selbst einige Kämpfe des Celebrity Deathmatch (unter anderem gegen ein Alien in einem Monster-Special), deutscher Synchronsprecher: Helmut Gauß.
- Mills Lane (spricht sich selbst): Der Schiedsrichter von Celebrity Deathmatch. Er lässt jede Runde mit dem Satz „Let’s get it on“ beginnen.
- Debbie Matenopoulos (spricht sich selbst): Die Interviewerin von Celebrity Deathmatch. Sie kann Nick nicht ausstehen und bereitet sich nie auf eines ihrer Interviews vor, sondern fragt einfach, was ihr gerade einfällt. Sie hält sich überdies für klüger als sie tatsächlich ist und eine Menge der anderen Charaktere können sie nicht leiden. In Staffel 5 wurde sie durch Tally Wong abgelöst.
- Stone Cold Steve Austin (spricht sich selbst): WWE-Wrestler und des Öfteren Gast-Kommentator bei Celebrity Deathmatch. Außerdem ist er Wissenschaftler, Doktor und Waffenexperte der Sendung. Er bestritt selber einen harten Kampf gegen Vince McMahon. Austin war es auch, der die CDM-Zeitmaschine erfunden hat, mit der man historische oder verstorbene Prominente in die Gegenwart holte.
- Stacey Cornbred, (gesprochen von Mz. L): Die frühere Interviewerin von Celebrity Deathmatch war weitaus professioneller als Debbie und weitaus beliebter. Sie kam jedoch bei einer spontanen menschlichen Selbstentzündung ums Leben.